# Juan Sanguinetti
Juan Carlos Sanguinetti (Buenos Aires, Argentina, 11 de marzo de 1890 - ib. 26 de julio de 1986) fue un militar perteneciente al Ejército Argentino que alcanzó el grado de teniente general. Ejerció como interventor federal de facto de la Provincia de Buenos Aires en 1944. Posteriormente fue comandante en jefe del Ejército Argentino desde diciembre de 1948 hasta diciembre de 1950.

## Biografía
Juan Carlos Sanguinetti nació el 11 de marzo de 1890 en la ciudad capital de Argentina.

### Formación y destinos relevantes
Tras finalizar sus estudios secundario abrazó la carrera de las armas cuando ingresó al Colegio Militar de la Nación el 7 de marzo de 1907. Su egreso como subteniente del arma de infantería se produjo en 1909, integrando la trigésimo tercera promoción de dicha academia militar.
En 1922, con la jerarquía de capitán, ingresó a la Escuela Superior de Guerra y la obtuvo su diplomatura como oficial de Estado Mayor al año siguiente.
Entre 1930 y mediados de 1932 Juan Carlos Sanguinetti era teniente coronel y se desempeñó como jefe del Regimiento de Infantería 1 «Patricios»  y del Regimiento de Infantería 12 en 1932.
Entre los años 1935 y 1937 estuvo destinado a la Jefatura Accidental de la Secretaría del Ministerio de Guerra, mientras que simultáneamente ejercía como agregado militar de su país en Alemania y Suiza.
Con la jerarquía de general de brigada, el biografiado fue destinado en 1943 a prestar servicios en calidad de Comandante de la 3.ª División de Ejército. Ese mismo año ascendió a general de división.

### Interventor de la provincia de Buenos Aires
En el marco de la dictadura militar nacida del golpe de Estado en Argentina de 1943 , el general Sanguinetti fue designado como interverntor federal de la Provincia de Buenos Aires. Estuvo en funciones durante un período efímero iniciado el 19 de julio de 1944 y finalizado el 27 de diciembre de ese mismo año.
Durante su permanencia en la gobernación, participó de la conmemoración de los 90 años de la localidad de Chivilcoy junto al presidente de facto Edelmiro Julián Farrell.

### Ascenso a los máximos puestos del Ejército
Fue inspector General del Ejército en el año 1947 y al año siguiente el Senado aprobó su promoción al máximo grado militar de su fuerza. En diciembre de 1948 el teniente general Sanguinetti fue nombrado nuevo titular del Ejército Argentino, reemplazando al saliente Comandante en Jefe Diego Isidro Mason.
Juan Carlos Sanguinetti pasó a retiro el 31 de diciembre de 1950 y el Comando en Jefe quedó en manos del teniente general Ángel Ovidio Solari.

### Actividad posterior a su retiro
Al año siguiente de su retiro de la fuerza, el biografiado integró la delegación de Argentina en la sexta Asamblea General de las Naciones Unidas desarrollada en la capital francesa, Paris.
A su vez,  en los años 1951 y 1952, fue asesor militar de la delegación de su país ante las Naciones Unidas.
Sanguinetti finalmente falleció a la edad de 96 años, el 26 de julio del año 1986.

## Distintivos y condecoraciones
El teniente general Juan Carlos Sanguinetti ha sido distinguido con los siguientes galardones:
- Legión al Mérito, de los Estados Unidos
- Gran Oficial de la Orden Militar de Ayacucho, de Perú
- Comendador de la Gran Cruz, de Francia
- Gran Oficial de la Orden del Mérito Militar, de Brasil
- Condecoración Olímpica, de Alemania
- Condecoración de la Cruz Roja, de Alemania